# Joseph Stevens (schilder)

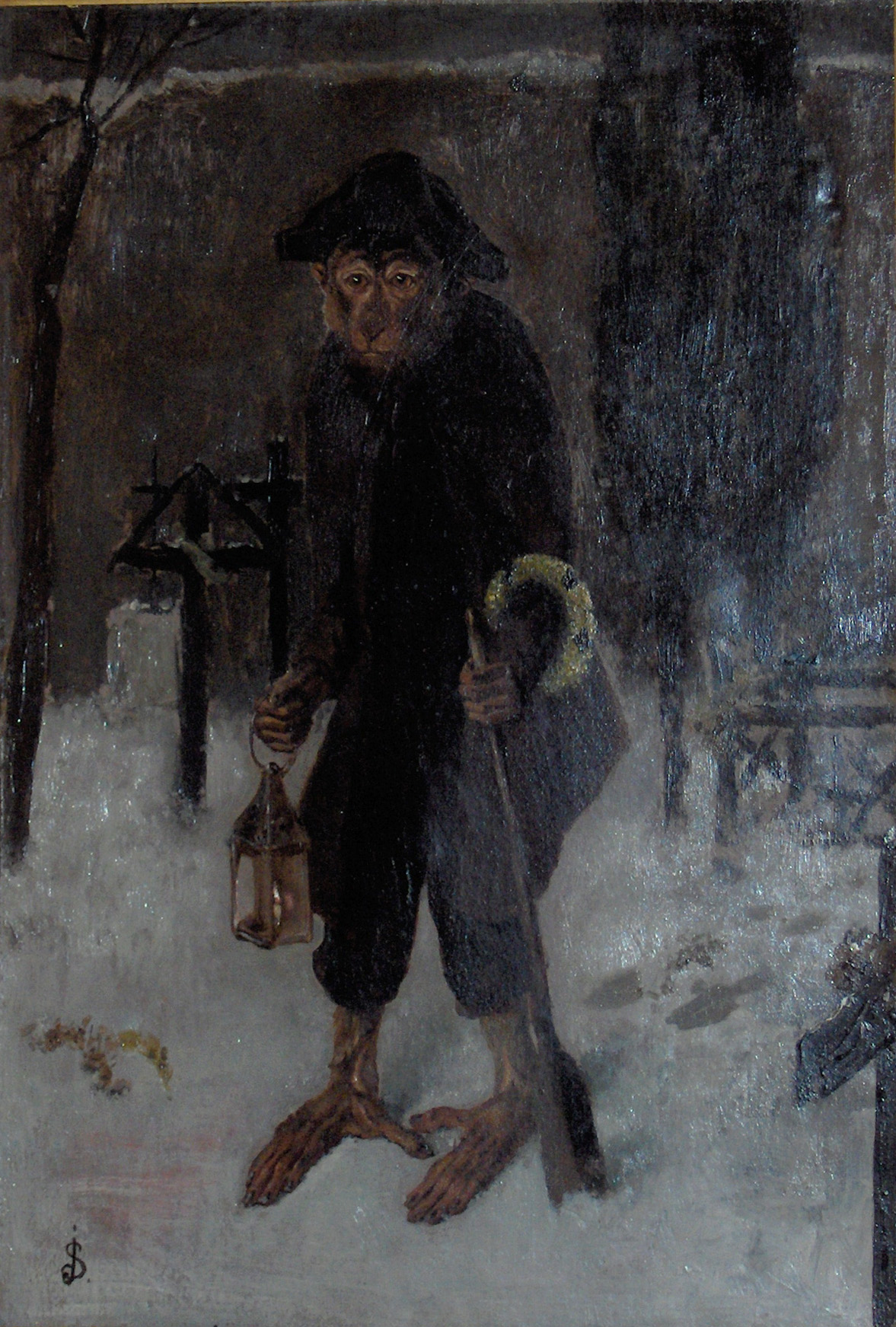
Croque-Mort (aap verkleed als doodgraver) in het Mu.ZEE, Oostende

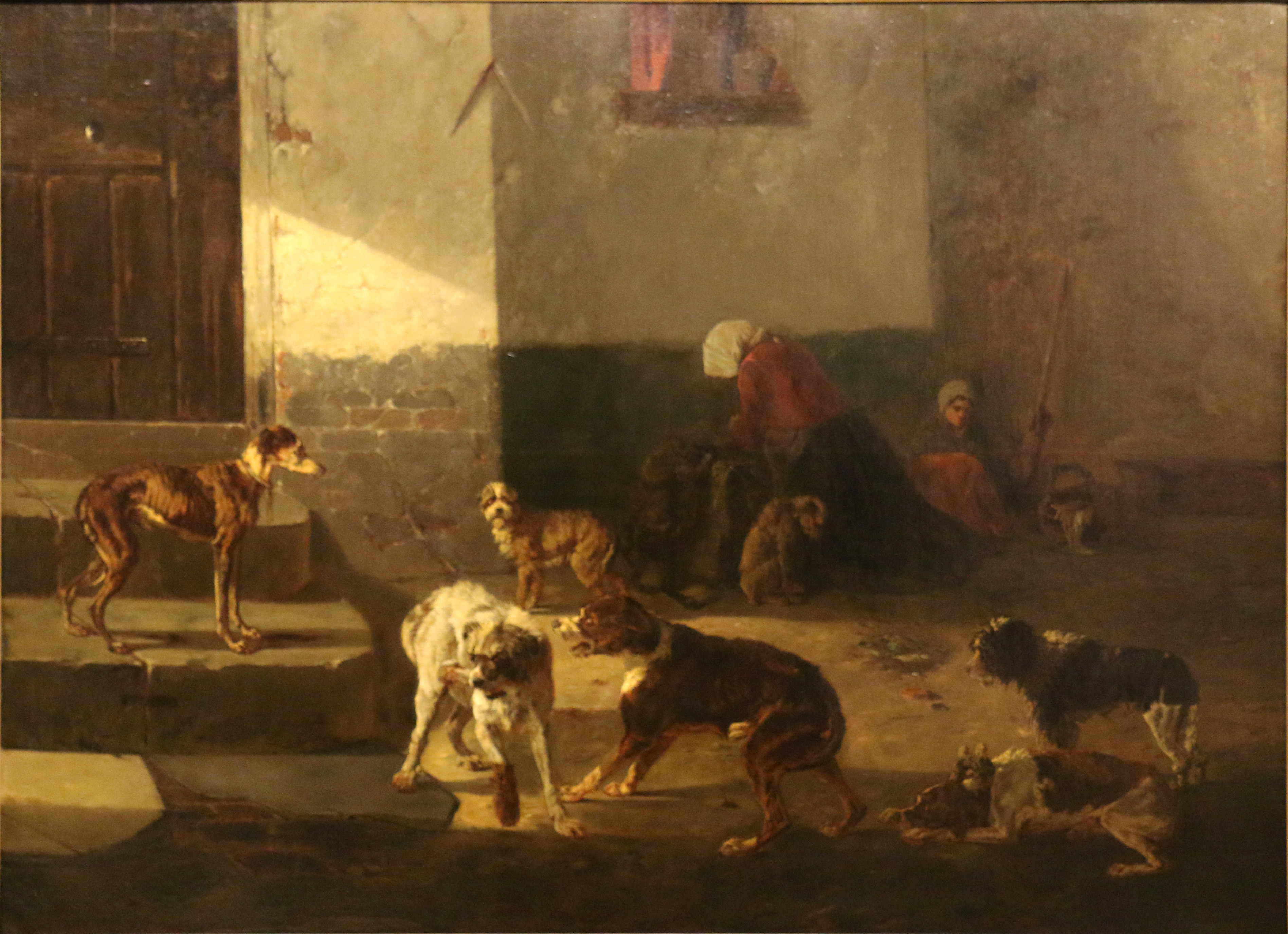
Ochtend in Brussel, 1848

Joseph Édouard Stevens (Brussel, 26 november 1819 – aldaar, 2 augustus 1892) was een Belgische kunstschilder en etser die de dierenschilderkunst domineerde in België in de 19de eeuw.

## Korte biografie
Zijn vader was Jean François Léopold Stevens (1791-1837), zoon van Willem Jan Stevens, vrederechter te Puurs en militair die aan de oorlog op het Iberische schiereiland had deelgenomen en aide-de-camp was geweest van de Nederlandse koning Willem I tijdens de Slag bij Waterloo.
Zijn moeder was Cathérine Victoire Dufoy, dochter van de eigenaar van het Café de l'Amitié op het Koningsplein te Brussel, een hoofdstedelijke drankgelegenheid van hoge standing, waar tal van prominenten uit de diverse maatschappelijke groepen over de vloer kwamen.
Zijn twee jongere broers, Alfred Stevens (1823-1906) en Arthur Stevens (1825-90), maakten ook een belangrijke carrière in de kunst, Alfred als kunstschilder, Arthur als kunsthandelaar. Er was ook nog een zus Juliette (1818-1835).
Zowel de vader als de moeder van Stevens waren mensen met een uitgesproken artistieke smaak; ze waren notoire verzamelaars, die onder andere werk van Théodore Géricault en Eugène Delacroix bezaten. Ook deed vader Stevens wat aan kunsthandel.
Toen hij eenentwintig was overleed zijn vader. De vier kinderen werden dan voornamelijk door de grootouders Dufoy opgevoed. Moeder Stevens hertrouwde in 1841 met een zekere Deleutre. De Franse kunstschilder Camille Roqueplan (1803-1855), een vriend des huizes, was getuige bij dit huwelijk. Ze woonde later ook in Parijs.
Hij huwde in 1845 met Mary Graham (1819-1888). Hij woonde destijds in Brussel en, vanaf 1852, in Parijs.
Hij werd benoemd tot officier in de Belgische Leopoldsorde in 1863 en 1866 tot Ridder in het Franse Legioen van Eer.

## Opleiding
Joseph Stevens kreeg zijn artistieke opleiding aan de Brusselse kunstacademie van 1833 tot 1835. Van groter belang echter dan die onvolledige studiecyclus waren de privélessen, bij Louis Robbe (1806-1887), leerling van de wereldberoemde Eugène Verboeckhoven en op dat ogenblik zelf reeds een dierenschilder met grote vermaardheid. Maar Stevens leerde in feite het meest door de studie van de natuur.
Stevens rondde zijn opleiding af met een studieperiode bij Alexandre-Gabriel Decamps (1803-1860) te Parijs, een schilder van groot aanzien uit de School van Barbizon, van onder anderen jagers en herders met hun dieren.
Stevens ontmoette in Parijs heel wat belangrijke kunstenaars, onder anderen de schilders van de zogenaamde "Groep van het Restaurant du Havre" (Thomas Couture, Eugène Isabey, Théodore Rousseau e.a.).

## Debuut
Stevens debuteerde in het Salon 1842 te Brussel. Zijn schilderkunst werd toen reeds gedomineerd door de thema's hond en paard. Zijn vroegste werken lagen nog volledig in de lijn van de romantische dierschildering. Ook had hij toen veel aandacht voor jachthonden.
In het Salon 1844 te Brussel te Brussel exposeerde hij Lice en haar gezellin en Brussel, 's morgens, in het Salon 1846 Meer trouw dan gelukkig, Een hondenweer en De drager. Hij liet zich ook zien in de Tentoonstellingen van Levende Meesters in Nederland: Het wijfje van de patrijshond en hare buurvrouw, naar de fabel van Lafontaine (identiek aan Lice en haar gezellin) (Amsterdam, 1846); Rampspoed (Den Haag, 1847), Het vruchteloos zoeken (Den Haag, 1849).

## Doorbraak en afgang
Hij vervoegde zich in 1852 bij zijn broers Arthur en Alfred te Parijs. Hij verbleef er verschillende jaren en leidde er het leven van een echte dandy. Hij ging elke morgen paardrijden in het Bois de Boulogne. Hij was ook een begenadigd schermer en schaatser. Hij genoot de bescherming van graaf de Nieuwkerke, van keizerin Eugènie en van prinses Mathilde. Zo kwam hij vaak aan het Keizerlijke Hof in het Tuilerieënpaleis. Op de Place de la Concorde of bij de rotonde van de Champs Elysées stelde hij zich vaak op om de voorbijrijdende ruiters en rijtuigen te schetsen. Hij bezocht honden- en paardenmarkten, alsook circussen, waar vooral honden- en paardendressuur hem konden boeien. Hij had een toelating om in het dierenasiel te gaan tekenen.
Hij nam opnieuw deel aan de Tentoonstellingen van Levende Meesters in Amsterdam: in 1854 met Herinnering uit het Bois de Boulogne, en in 1858 met Dienstbaar en vrij, Paarden aan een drenkplaats en De opwachting.
Hij nam deel aan het salon in Dijon in 1858 met Ezel in het Bois de Boulogne.
Er ligt een diepe kloof tussen zijn levenswijze van toen en de sociaal-kritische ondertoon in zijn werken. Ondanks zijn goede relaties slaagde Stevens er niet in te Parijs een belangrijke officiële opdracht te bemachtigen en hij keerde in 1869 definitief terug naar Brussel.
Zijn levenseinde was één doffe ellende. Benevens zijn zwakke gezondheid, had hij zich overgegeven aan de alcohol en had het schilderen opgegeven.
Charles Baudelaire was een vurig bewonderaar van Stevens: in de Brusselse collectie Crabbe zag hij diens doek Logis de Saltimbanques. Zijn tekstje daarover in zijn Catalogue de la Collection de M. Crabbe was de aanzet voor zijn prozagedicht Les Bons Chiens. Zij zagen elkaar terug toen Baudelaire zich in 1864 vestigde in Brussel.
Een andere, minder bekende Franse schrijver, Léon Cladel (1834-1892), schreef een boek "Kyrielle des Chiens", dat eveneens geïnspireerd was door de honden van Stevens
Bekende verzamelaars bezaten werk van Stevens: Prins Gorschakow, de graaf van Vlaanderen, Jules van Praet (Brussels politicus en raadgever van koning Leopold II), koning Leopold II en de Brusselse mecenas Henri van Cutsem (zie: Collectie Van Cutsem).

## Onderwerpen

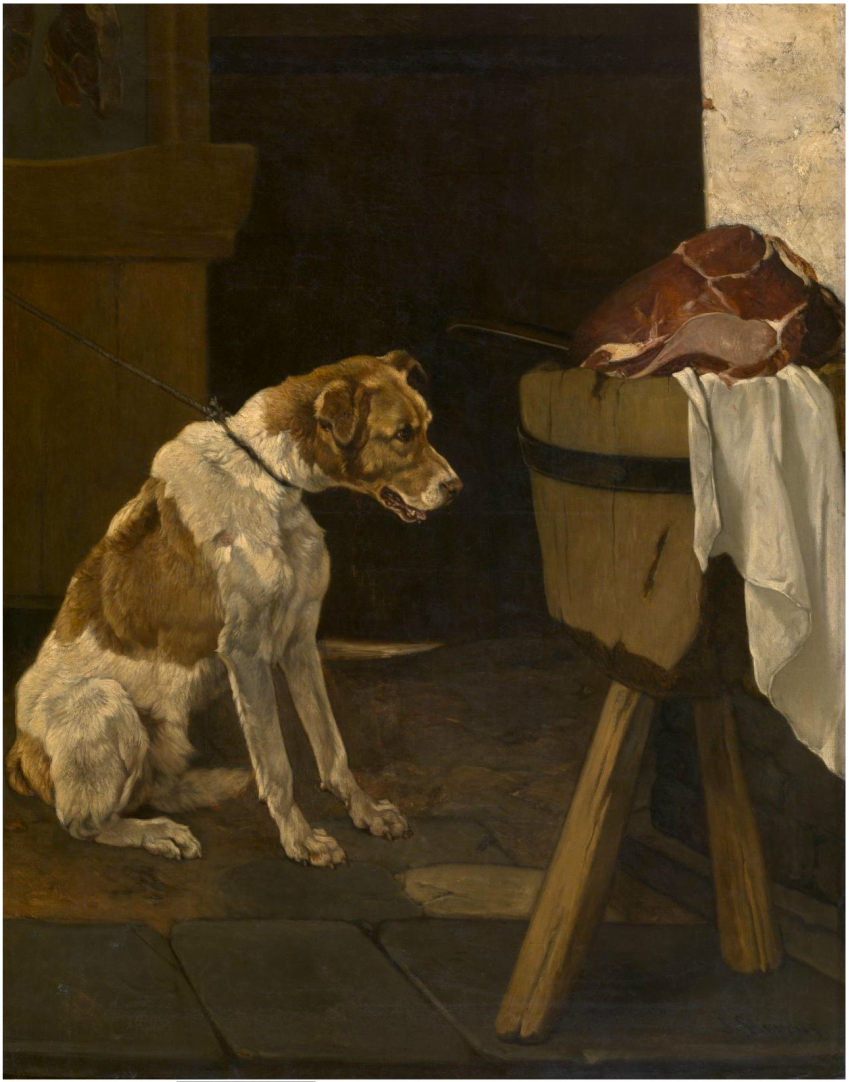
Tantaluskwelling

Stevens is beroemd gebleven als schilder van apen, paarden en vooral van honden. In het begin liet hij zich nog verleiden tot sentimentele, anekdotische romantiek (Meer trouw dan gelukkig, 1848; De hond van de gevangene, 1850). Hij voelde zich het best, als hij ronddolende honden en honden van circusartiesten kon uitbeelden. Men heeft die thematiek vaak geïnterpreteerd als een projectie van de menselijke misère, als een protest tegen de sociale onrechtvaardigheid. Dit ligt bijvoorbeeld voor de hand bij een doek als Brussel 's morgens (1848): op een grauwe ochtend troepen ellendige straathonden die samendrommen in een gore volksbuurt. Binnen dit genre evolueerde Stevens naar een kunst met meer realisme en meer diepte. Zijn hoofdbekommernis was nu de psychologie van het dier vast te leggen (Hond en vlieg, 1856; Hond en spiegel, 1861). In Tantaluskwelling voert hij een hond ten tonele die zich nog amper kan inhouden om niet aan de haal te gaan met een verleidelijke homp vlees op het kapblok van een slager.
Ook apen beeldde Stevens graag uit, zowel circusapen als apen die personages of menselijke handelingen imiteren. Deze uitbeelding van aapjes als mensenspiegel, de zogenaamde singeries, was een populair genre binnen de 19e-eeuwse dierenschildering (G. Decamps, Z. Noterman, J. Schippers, V. de Vos,...).
Rundvee, paarden en ezeltjes vervolledigen zijn dierenthematiek: een stier in Verrast (destijds Verz. Melvil, Londen), oude paarden en ezels in Martelaar van het Bois de Boulogne (destijds Verz. Silzer, Londen), jongere dieren in Paarden en ezels op het strand (Brussel, K.M.S.K.).

## Stijl
Op schildertechnisch gebied getuigde hij van diepe gevoeligheid en van respect voor de weergave van de materie. Zijn aanvankelijk nette schildertechniek werd mettertijd ruwer en impulsiever (Hondenmarkt te Parijs).

## Iconografie
- Een portret door Jean-Louis-Ernest Meissonier.
- Gipsen dodenmasker in de verzameling van de Kon. Musea voor Schone Kunsten van België in Brussel (inv. Fredericfonds 2879).

## Musea en openbare verzamelingen
- Antwerpen, K.M.S.K.: Hond en schildpad; De Tantaluskwelling
- Brussel, K.M.S.K.: De vlieg; Brussel 's morgens; Meer trouw dan gelukkig
- Gent, M.S.K.
- Hamburg
- Oostende, M.S.K.: Aap als doodgraver
- Paris, Musée du Louvre
- Provincie Brabant
- Rouen, Musée des Beaux-Arts
- Sint-Niklaas, Sted. Museum
- Stuttgart, Staatsgalerie
- Tournai, Musée des Beaux-Arts: Oude jachthond
- Brussel, Belfius Collectie: Vechtende honden
- Brussel, Koninklijke Verz.: Jachthond met jongen (1845).